# 伯爾尼條約
伯爾尼條約，全称關於成立郵政總聯盟的條約，於1874年簽署。它成立了郵政總聯盟。郵政總聯盟後來改稱為萬國郵政聯盟。
伯爾尼條約因在瑞士城市伯爾尼簽署而得名，是瑞士政府在1874年9月15日召開的國際會議的成果。該會議由22個國家派出代表參與。會議計劃由德國郵政大臣海因里希·馮·施特凡（Heinrich von Stephan）起草。
條約在10月9日簽署，它所成立的組織名為郵政總聯盟，後因成員國大增而於1878年改名為萬國郵政聯盟。
條約的目的是要統一各國不同的郵政服務及規定，好讓國際郵件能自由地互相交換。
10月9日定為世界郵政日（World Post Day ），以紀念該條約的簽署。

## 历史
1874年9月15日，在时任瑞士联邦邮政与电报部部长欧仁·博雷尔的主持下，邮政总联盟的成立大会于瑞士伯尔尼召开，来自21个国家的42名代表出席了大会。10月9日，各国代表签署《关于成立邮政总联盟的条约》（traité concernant la création d’une Union générale des postes），成立邮政总联盟（Union générale des postes）。条约又被称为《国际邮政联盟公约》（Convention union postale universelle），因签订于伯尔尼，又名《伯尔尼条约》（Traité de Berne）。1875年7月1日正式生效，这使得它成为世界上继莱茵河航运中央委员会和国际电信联盟后第三古老的国际组织。
条约除了成立一个普遍邮政联盟这一主要决定外，还对各国邮政机构之间的国际合作以及跨境邮政运输的基本条件作出了规定。伯尔尼被选为万国邮政联盟的总部所在地，并设立了一个新的国际局。在邮政领域，会议对信件、明信片、印刷品和报纸等制定了相关规定。寄件国的邮票必须使用，未贴邮票的邮件需支付双倍费用。过境费用也被降低。因此，这份条约是一项促进相互理解的成果，旨在面向未来。降低邮政费用、取消各国对主权的过度担忧，这一体现公共利益的理念最终取得了胜利。
1878年，第二届万国邮政联盟大会于法国巴黎对《国际邮政联盟公约》进行修正。邮政总联盟改称为万国邮政联盟（Union postale universelle）。在伯尔尼大会奠定的基础之上，世界邮政的理念在地域和内容两个方面迅速发展。巴黎大会的任务是根据此前的发展，对基本条约中的若干条款进行审查与完善，巩固联盟的结构，并根据普遍的通信需求拓展其效力。在此次会议上，经过32个国家的一致同意，世界邮政联盟的条约基本形成了其至今仍保留的基本架构，这一条约也被称为世界邮政联盟的主条约。在主条约之后，还分别附加了关于带有声明价值的信件交换以及汇款单交换的两个协定。这些被称为“附属协定”的条约在以后的大会上数量有所增加，联盟内各成员的邮政管理机构可根据自身意愿选择加入。为了确保主条约及其附属协定的统一适用，后续将共同行政原则汇编于《执行细则》中。
1885年，第三届万国邮政联盟大会于葡萄牙里斯本对《国际邮政联盟公约》进行修正，引入了一系列邮件运输便利措施，并开放了信件的快递服务。1885年万国邮政大会进一步扩展了邮政包裹业务，在邮政汇票服务中允许采用电报汇款方式。此外，会议还新达成了一项关于邮政代收货价业务的附属协议。
1891年，第四届万国邮政联盟大会于奥匈帝国维也纳对《国际邮政联盟公约》进行修正。维也纳大会审议了公约条款的所有部分，在完善条款内容的同时，始终致力于简化规章并实现统一标准。会议通过了关于邮政报刊订阅的新附属协议，创新性地引入了"价值标注箱"这一新型寄递方式，并在挂号邮件与保价邮件业务中开放了代收货款服务。